# Benguela
Pour les articles homonymes, voir Benguela (homonymie).
Benguela (graphie française Benguéla) est une ville d'Angola, chef-lieu de la province de Benguela.
La ville est aussi le chef-lieu d'un évêché et possède une cathédrale.

## Géographie
Benguela est située sur la côte Atlantique, dans la province de Benguela, à 430 km au sud de la capitale, Luanda, et à 35 km au sud du port de Lobito.

## Histoire

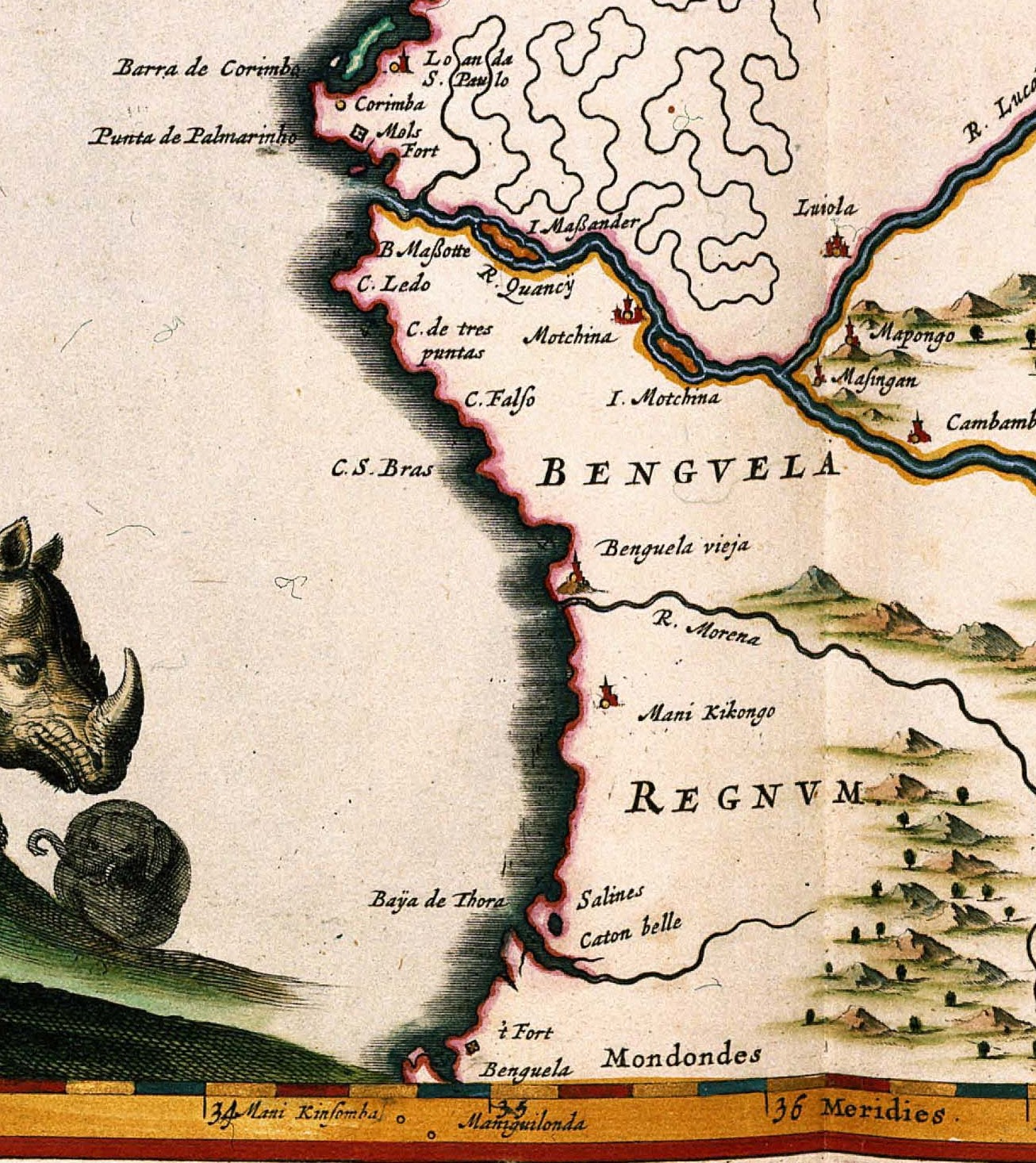
Royaume de Benguela, atlas Van der Hagen (nl), 1662.
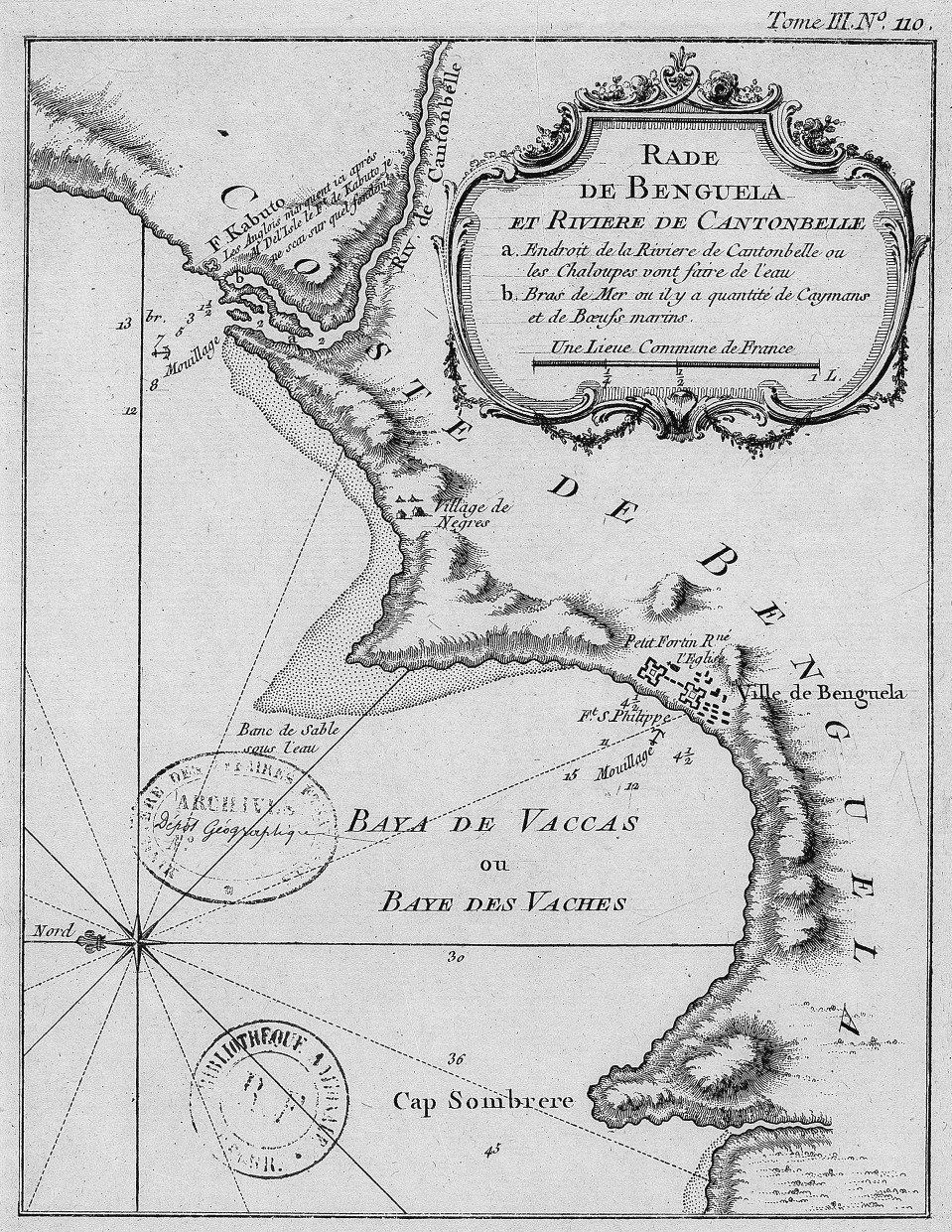
« Rade de Benguela et rivière de Cantonbelle », carte du XVIIIe siècle.

En 1578, officiellement, commence l'exploration de la région, à partir de Benguela-Velha, mais sans doute dès 1483 par le navigateur Diogo Cão, qui remonte l'embouchure de la rivière Catumbela. Le courant marin froid, nommé courant de Benguela, paraît propice à une installation.
L'implantation coexiste avec le Royaume de Benguela (pt), autonome de 1617 à 1779, et dont le nom provient du mot « Mbegela ».
La ville de Benguela est fondée en 1617 par les Portugais, menés par Manuel Cerveira Pereira, autour du Fort de São Filipe de Benguela (pt). Le point d'ancrage, à environ dix mètres de profondeur, est seulement à deux km de la ville.
Durant la guerre néerlando-portugaise (1601-1661), de 1641 à 1648, la Compagnie néerlandaise des Indes occidentales (GWC)
gère l'implantation portugaise, jusqu'à la reprise du poste par la troupe menée par Rodrigues Castelhano, lors de la reconquête de l'Angola et Sao Tomé.
La ville redevient ensuite un centre commercial important, en particulier pour la traite des esclaves vers le Brésil et Cuba. 
En 1705, le fort et la ville sont pris et détruits par les Français. Les travaux de reconstruction durent de 1710 à 1733.
En 1899, débutent les travaux du chemin de fer de Benguela, entre Lobito (ville et port en eau profonde) et Luau (à la frontière du Congo, à proximité des exploitations minières belges, du Congo, du Kantaga, et de la Zambie).

Ancien blason de Benguela, fin du XVIIe siècle.
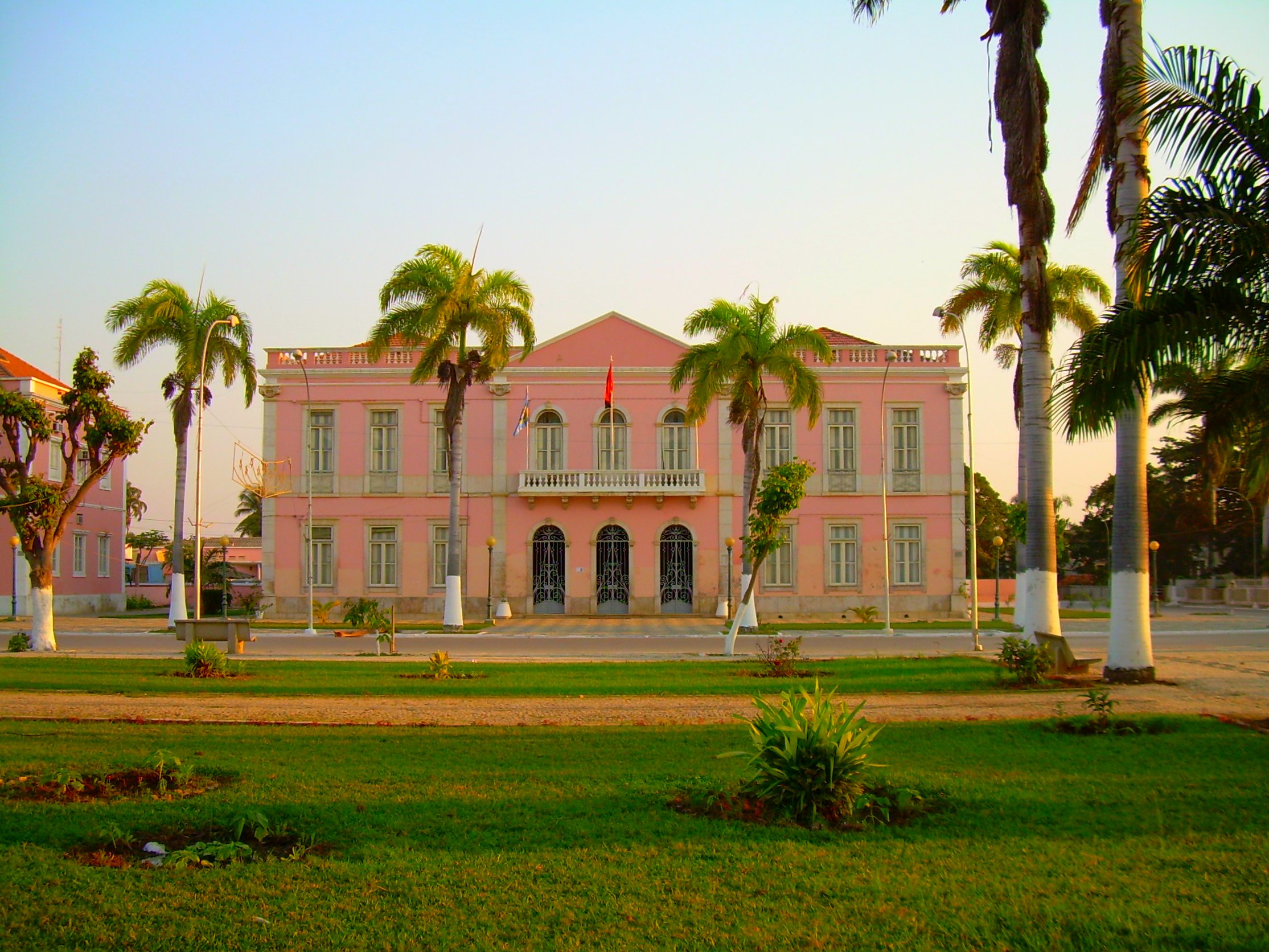
Hôtel de ville.

## Population
Benguela comptait 40 996 habitants suivant le recensement de 1970. Sa population était de 155 000 habitants en 1983 en raison de l'installation de nombreux réfugiés pendant la guerre civile. Au recensement de 2014, la population de Benguela s'élevait à 561 775 habitants.

## Transports
La ville est reliée par le transport aérien avec l’aéroport de Benguela.

## Lieux de culte

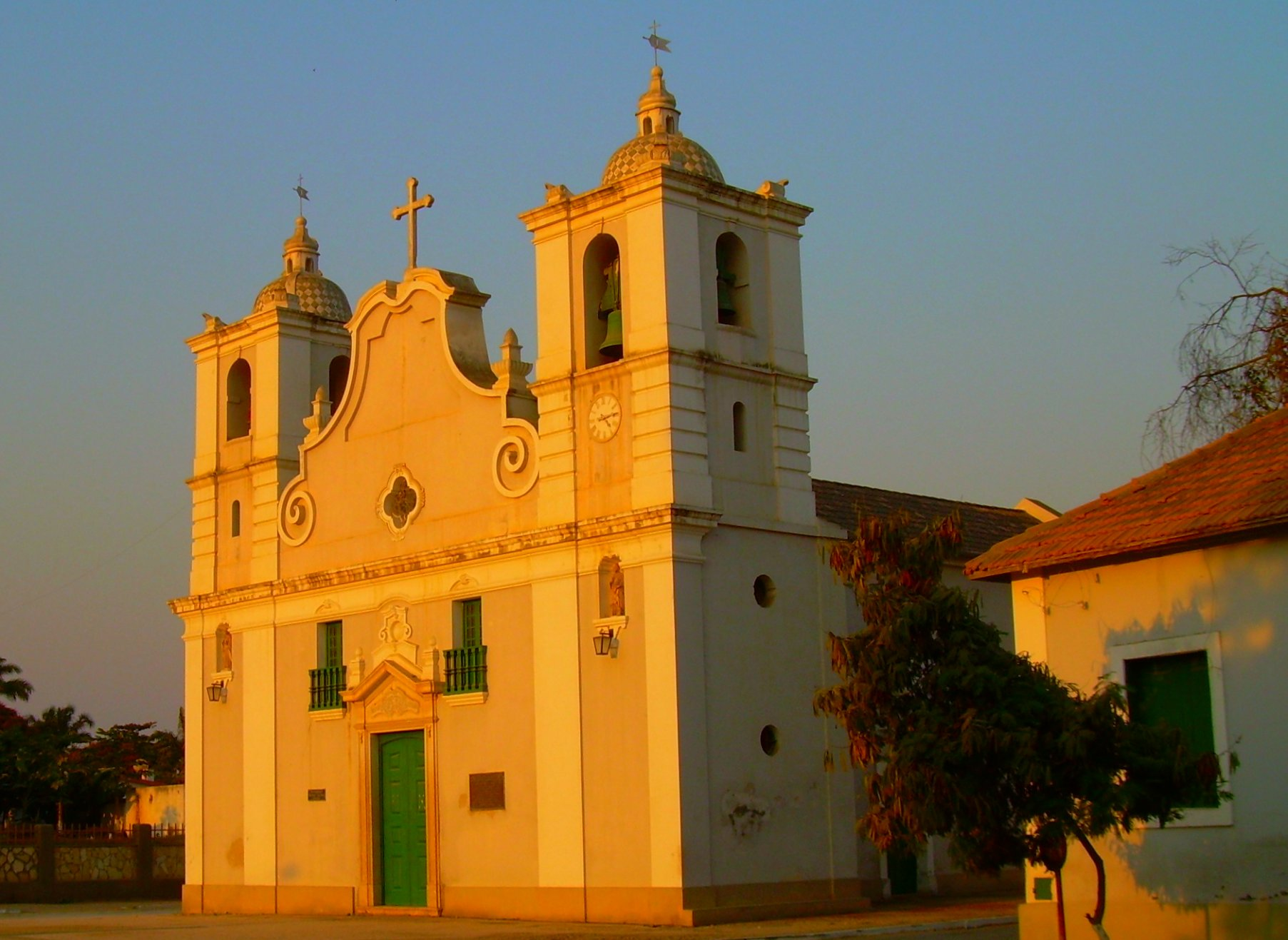
Église catholique Nossa Senhora do Populo (Notre-Dame du Peuple).

Parmi les lieux de culte, il y a principalement des églises et des temples chrétiens : Diocèse de Benguela (Église catholique), Igreja Evangélica Congregacional em Angola (Communion mondiale d'Églises réformées), Igreja Evangelica Reformada de Angola (Communion mondiale d'Églises réformées), Convention baptiste de l’Angola (Alliance baptiste mondiale), Église universelle du royaume de Dieu, Assemblées de Dieu. Il y a aussi des mosquées musulmanes.

## Personnalités liées à la communauté
- Adalberto Costa Júnior (1962-), homme politique angolais.